# Fétichisme
Pour les articles homonymes, voir Fétiche et Fétichisme sexuel.

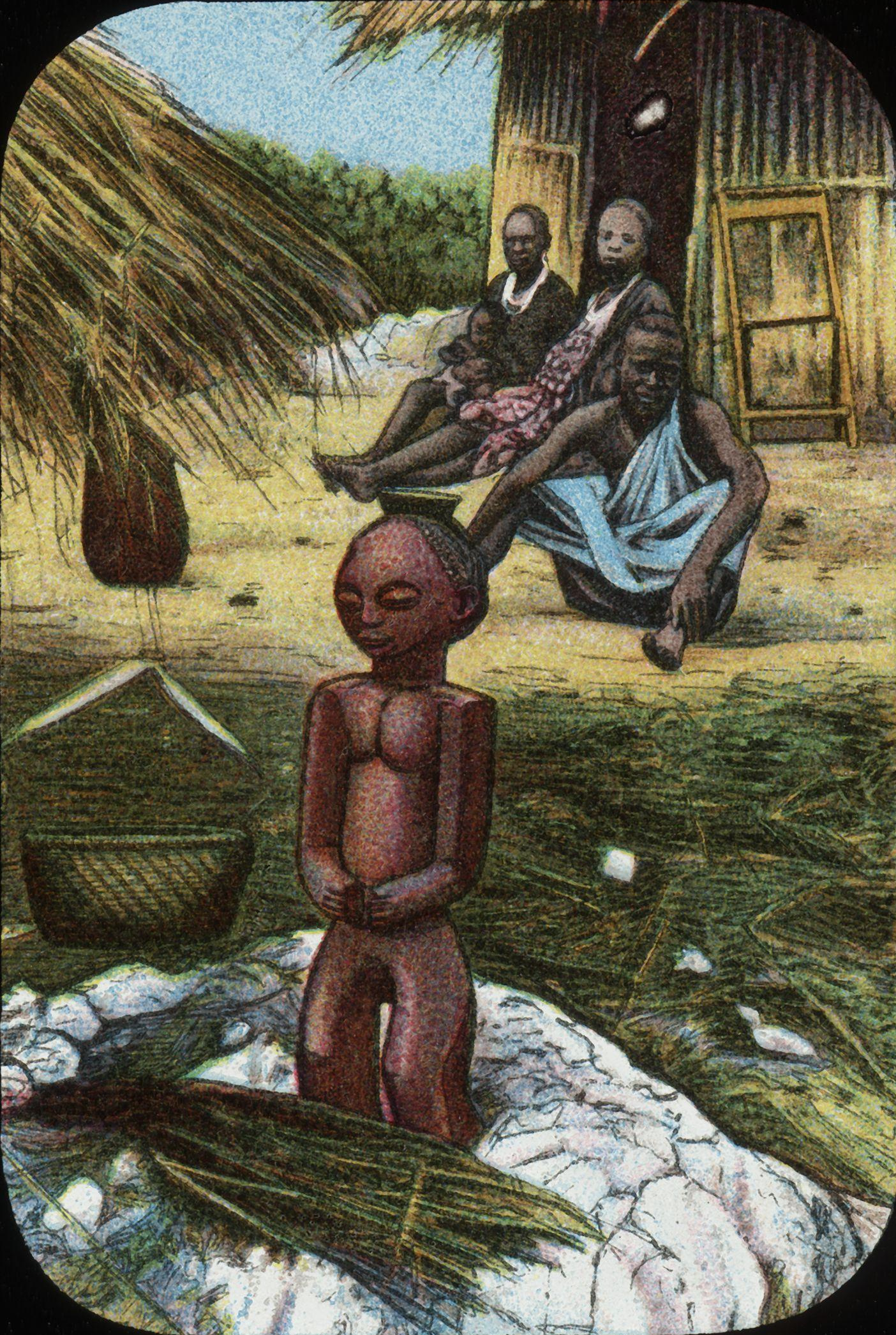
Représentation d'un fétiche en Afrique du Sud, London Missionary Society, aux alentours de 1900.

Le fétichisme désigne, au sens propre, l'adoration des fétiches. Le terme provient étymologiquement de feitiço (« artificiel » puis « sortilège » par extension), nom donné par les Portugais aux objets du culte des populations d'Afrique durant leur colonisation d'une partie du continent, terme lui-même dérivé du latin facticius (« destin »). Dès le XVIIIe siècle, cette notion est reprise en anthropologie puis en philosophie sur la question de la croyance et de l'objet de la religion. Le terme est employé pour la première fois par Charles de Brosses en 1760 : « le culte de certains objets terrestres et matériels appelés fétiches… et que pour cette raison j'appellerai fétichisme. »
Pour l'anthropologue et le sociologue, le fétiche est un report de l'affectivité sur un objet unique ou composé, symbolique, en lui attribuant une efficacité supérieure à la sienne sur la réalité.

## Ethnologie

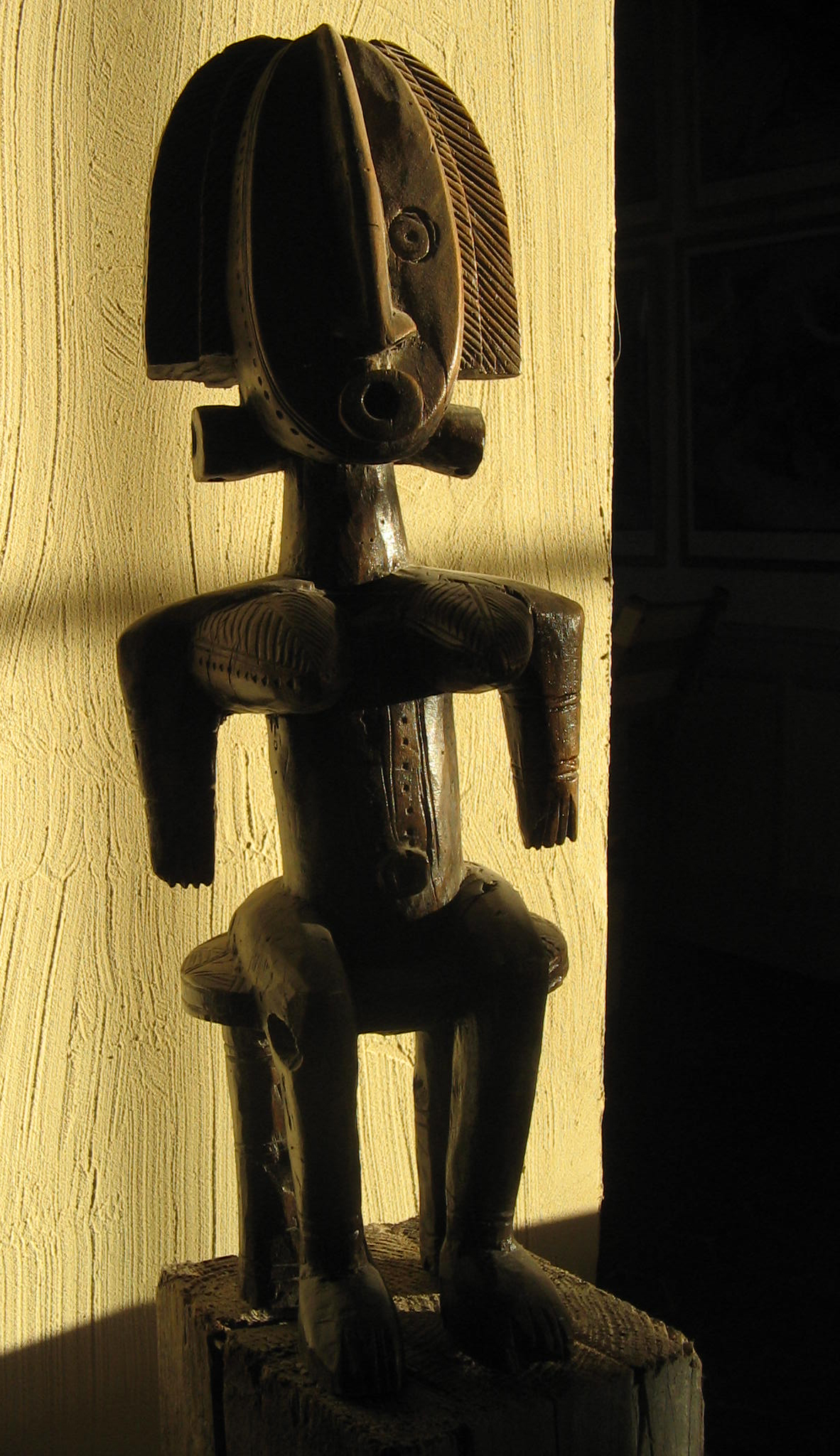
Un fétiche Yoruba du milieu du XX, censé favoriser la fertilité.

En ethnologie, on désigne du nom de fétichisme l'adoration d'un objet (statuette, etc.) dans le cadre d'une pratique religieuse ou mystique. Le fétichisme consiste dans l'adoration des objets naturels, tels que les éléments, surtout le feu, les fleuves, les animaux, les arbres, les pierres mêmes ; ou d'êtres invisibles, génies bienfaisants ou malfaisants, créés par la superstition et la crainte, tels que les grigris de l'Afrique centrale, les burkhans de la Sibérie, etc.
Cependant, le large éventail des objets qualifiés de fétiches a conduit à une dilution de la signification du terme. Souvent, des objets étaient classés de manière excessive comme fétiches parce qu’ils ne rentraient, du point de vue européen, dans aucune autre catégorie.

## Connotations

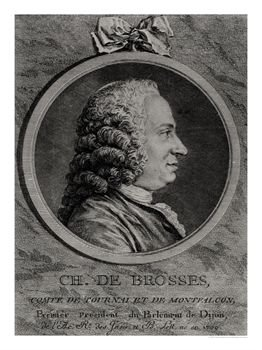
Portrait de l’historien français Charles de Brosses (1709-1777)

L'étymologie du terme « fétiche » via le terme portugais « feitiço » et les évolutions de son sens montrent que l'idée de quelque chose de « fabriqué » a induit celle d'« artificiel », de « trafiqué » voire de « faux » ou lié à des manigances magiques comme le « sortilège ».
Le terme fétiche est un terme introduit dans l'ethnologie par Charles de Brosses entre 1756 et 1760. De Brosses était aussi un magistrat (premier président du parlement de Bourgogne), un philosophe et un homme d'affaires. Il définit le fétichisme comme « forme de religion dans laquelle les objets du culte sont des animaux ou des êtres inanimés que l'on divinise, ainsi transformé en choses douées d'une vertu divine. » La notion de fétichisme implique un observateur comparant des croyances ou un culte à d'autres, sans nécessairement adhérer lui-même à l'un ou l'autre. De Brosses utilise une démarche comparative et utilise le présent des nations modernes pour tenter d'éclairer le passé des anciens peuples. Il différencie nettement le fétichisme de l'idolâtrie où l'objet a fonction de représentation et récuse toute faculté symbolisante à l'objet dans le cadre du fétichisme. Il s'attache à confronter une religion d'objet (le fétichisme) aux cultes de l'Égypte ancienne et aux religions de révélation voire à toutes autres formes de religion primitives. En 1760, il présente le fétichisme comme un « culte puéril » limité à la vénération d'un objet, à une religion non intellectuelle résultant d'un « procès (processus) purement aveugle, impulsif, affectif », avec des « passions, des besoins, des craintes mais jamais aucun discernement. »
À l'inverse, David Hume considère le fétichisme comme partie prenante du polythéisme, et le connote plus ou moins comme un synonyme d'idolâtrie.
C'est à partir de ces deux visions du fétichisme et de sa place dans le processus de construction de la religion que la problématique ethnologique rejoint la problématique philosophique.
En parlant du rapport entre les religions et le fétichisme, Alfred Binet écrit : « il est certain que toutes les religions côtoient le fétichisme, et quelques-unes y aboutissent. » C'est ainsi que Binet analyse les crises d'iconoclasmes des religions monothéistes, telles les destructions par certains chrétiens des iconostases de la religion chrétienne orthodoxe, qui n'a jamais renoncé aux icônes (voir Théologie de l'icône). On peut aussi se rappeler l'épisode de la destruction des Bouddhas géants de pierres de Bâmiyân par les talibans d'Afghanistan.